# Raimondo di Toledo
Raimondo di Toledo, ovvero Francis Raymond de Sauvetât (... – 1152), è stato l'arcivescovo francese di Toledo tra il 1125 e il 1152.
Fu monaco benedettino, nato in Guascogna. Durante il suo episcopato promosse traduzioni di testi accademici dall'arabo in lingua latina.

## Successione apostolica
La successione apostolica è:
- Vescovo Arias Gundesíndiz (1130)
- Arcivescovo Juan de Castellmorum (1149)